# Forte Frederik
Forte Christian é um forte construído pelos dano-noruegueses em Frederiksted, nas Ilhas Virgens Americanas no século XVIII.
Desde 1976 faz parte do Distrito histórico de Frederiksted e listado como um Marco Histórico Nacional nos Estados Unidos.

## Referencias
1. ↑  (em inglês)  "National Register of Historic Places Inventory-Nomination: Fort Frederik (U.S. Virgin Islands / Frederiksfort"